# Jules Humbert-Droz
Pour les articles homonymes, voir Humbert-Droz, Humbert et Droz.
Jules Humbert-Droz était un pasteur, journaliste, militant du Parti communiste suisse et de l'Internationale communiste, puis du Parti socialiste suisse, né et mort à La Chaux-de-Fonds (23 septembre 1891-16 octobre 1971).
Il est issu d'une famille ouvrière, est petit-fils d'un militant de la Première Internationale et ami du docteur Coullery.

## Un jeune socialiste
Jules Humbert-Droz suivit les cours du gymnase de La Chaux-de-Fonds, puis termina ses études de théologie par une thèse sur Socialisme et christianisme. Il ne fait pas son service militaire, il est objecteur de conscience. 
Il était membre du parti socialiste pendant la Première Guerre mondiale. Après divers stages pastoraux en France et à Londres, il devint corédacteur du quotidien La Sentinelle de 1916 à 1919. En 1916, il épouse Jenny Humbert-Droz (née Perret) avec qui il partagera son parcours de militant durant toute sa vie. Il fut condamné à six mois de prison en 1916 pour objection de conscience ; sa défense fut publiée sous le titre Guerre à la guerre ! À bas l'armée ! Entré en conflit avec les socialistes Ernest-Paul Graber et Charles Naine, il se rangea aux côtés des socialistes partisans de l'adhésion à la Troisième Internationale et fonda le Parti communiste suisse en mars 1921[réf. nécessaire].

## L'Internationale communiste
Humbert-Droz partit pour Moscou en 1919 et fut nommé, avec le Hongrois Mátyás Rákosi et le Finlandais Otto Kuusinen, secrétaire de l'Internationale communiste. Il était chargé des pays latins d'Europe occidentale et d'Amérique du Sud et ses correspondants étaient notamment Palmiro Togliatti et Maurice Thorez [réf. nécessaire]. 
Il rencontrait fréquemment Lénine pendant l'enfance de la révolution soviétique. Il qualifia Lénine de « praticien dans l'acceptation entière du terme qui vivait la théorie de Marx en situation, intensivement ». Il niait l'existence du marxisme-léninisme, affirmant que ni Marx ni Lénine n'avaient voulu créer un système, une ligne de conduite définitive pour la classe ouvrière. En 1931, il fut démis de ses fonctions à l'Internationale par Staline pour « boukharinisme ». Dans un entretien avec Dominique Desanti, il raconte comment Staline lui cria « Allez au diable ! ». Il fut limogé en 1932 puis réhabilité dans ses fonctions quand la stratégie de « front populaire » fut avalisée par le VIIe congrès de l'Internationale communiste en 1935 [réf. nécessaire].

## Parlementaire communiste à Berne
Revenu en Suisse après que Staline a hésité à lui délivrer un visa de sortie, il fut secrétaire du PCS et siégea au Conseil national en 1938-1939 comme député du canton de Zurich, sans s'intéresser vraiment aux travaux parlementaires. Il subit la haine de Staline qui le fit exclure du parti en 1942. 
Il fut emprisonné sous l'accusation d'avoir recruté des volontaires pour les Brigades internationales en Espagne [réf. nécessaire].

## Secrétaire central du PSS
De 1946 à 1959, il fut secrétaire du Parti socialiste suisse puis du parti socialiste neuchâtelois de 1959 à 1965. Il s'opposa avec vigueur à l'armement atomique de la Suisse en qualité de militant du Conseil suisse des associations pour la paix[réf. nécessaire].

## Journaliste
Il fut parallèlement chroniqueur de politique étrangère au quotidien La Sentinelle. Il manifesta son hostilité à la politique coloniale de Guy Mollet en Algérie. Ses analyses du monde soviétique étaient particulièrement pénétrantes [pas clair] (déstalinisation, rapport Khrouchtchev, insurrection de Budapest, printemps de Prague). « La dégénération de la Révolution russe est la plus grande déception de ma vie de militant », devait-il écrire dans une lettre datée du 5 janvier 1969 [réf. nécessaire].

## Œuvres
Jules Humbert-Droz a publié d'intéressants Mémoires. Sa veuve Jenny Humbert-Droz s'est chargée d'achever le tome IV.
- Tome I Mon évolution du tolstoïsme au communisme (1891-1921)
- Tome II De Lénine à Staline (1921-1931)
- Tome III Dix ans de lutte antifasciste (1931-1941)
- Tome IV Le couronnement d'une vie de combat (1941-1971)
- L'origine de l'Internationale communiste de Zimmerwald à Moscou (qui lui valut les compliments de Jules Moch et d'Édouard Depreux)[5] (tous ces livres ont paru aux Éditions de la Baconnière) (OCLC 53547095)
- « L’œil de Moscou » à Paris, 1922-1924, Julliard, 1964 (OCLC 2787147)